# Cardiomyopathie hypertrophique féline
Pour les articles homonymes, voir HCM.
La cardiomyopathie hypertrophique féline (CMH ou plus couramment abrégée HCM en anglais) n'est pas une maladie cardiaque mais un syndrome, commun à de nombreuses maladies (cardiaques ou non). Certaines formes peuvent être d'origine génétique. La CMH se traduit chez le chat par un épaississement des parois du cœur (muscles papillaires, myocarde) ce qui l'empêche, au fur et à mesure, de remplir son travail de pompe. Ce syndrome évolue de façon variable selon les individus entre quelques mois et plus de quinze ans, parfois de façon très déroutante, pouvant aller jusqu'à une normalisation des structures cardiaques dans certaines formes.
Si ce syndrome touche toutes les races de chats, y compris les chats communs (dits de « gouttière ») certaines races sont plus exposées et notamment : le maine coon, le ragdoll et le sphynx, les chats britanniques également (british shorthair et british longhair) Cet état de fait a conduit à suspecter, comme chez l'Homme ou d'autres espèces animales, que certaines formes pouvaient avoir un support génétique.

## Causes
Toutes les causes de HCM ne sont pas identifiées.

### Les causes les plus fréquentes
La plupart des CMH sont la conséquence d'une maladie générale comme : l'hypertension, l'insuffisance rénale chronique, l'hyperthyroïdie, etc.
En cas de suspicion de CMH, il faut donc commencer par rechercher une maladie générale.

### Les formes génétiques
Elles ne sont pas aussi fréquentes qu'on le lit parfois et seules certaines mutations dans certaines races sont à ce jour connues.
Chez le maine coon et le ragdoll on a pu identifier une mutation de HCM1 au sein du gène MYBPC3 (de myosin-binding protein C en anglais). Cette mutation modifie la séquence du gène qui code une protéine (la protéine C) qui participe à la contraction du muscle cardiaque. Le corps ne produit alors plus le codon GCC (guanine-cytosine-cytosine) mais le CCC (protéine C-cytosine-cytosine).
Les protéines ne peuvent alors plus agir correctement lors de la contraction du muscle. Pour compenser, le corps produit plus de protéines pour contracter le muscle, mais seul environ la moitié de ces codons ne sont pas mutés. Ceci entraine un épaississement des parois du cœur.
L’allèle muté est alors dominant. Il n’existe pas de porteurs sains de la maladie et un chat porteur de la mutation développera un HCM à un moment ou un autre de sa vie. On ne sait pas encore prévoir à quel moment de la vie de l’animal ni en quelle intensité la maladie apparaitra car d’autres polygènes entrent en jeu. On pense qu’ils sont liés au sexe car on a remarqué que les mâles développaient la maladie plus jeunes que les femelles mais aucune étude ne permet de le prouver.
Chez l’homme il existe plus de 130 mutations de 10 gènes sur plusieurs chromosomes différents. Il serait donc très hasardeux de croire que le mécanisme identifié dans une race (comme le Maine Coon, par exemple) est transposable aux autres.

## Symptômes
La aussi, la situation est très déroutante, certains animaux pouvant, bien qu'atteints d'une forme grave, ne présenter aucun symptôme et aucune anomalie lors de l'auscultation cardiaque. Cette situation explique un certain nombre de morts subites rencontrées dans l'espèce féline.
Parmi les symptômes possibles, on peut rencontrer :
- fatigue rapide lors d'exercice physique ;
- insuffisance cardiaque (arythmie, tachycardie, souffle au cœur) ;
- embolie ou œdème pulmonaire ;
- difficulté à respirer ;
- paralysie des membres arrière secondaire à l'embolie d'un caillot (ou thrombus) qui se forme généralement dans l'oreillette gauche très anormalement dilatée.

Au stéthoscope, le rythme cardiaque peut être tout à fait normal. Il arrive toutefois régulièrement qu'aucun des symptômes ci-dessus n'ait été remarqué lorsque survient la mort du chat.

## Mode de transmission
S'il s'agit d'une forme génétique, une transmission héréditaire existe. Les modalités sont variables selon le type de mutation. On peut trouver des familles entières atteinte du CMH. Si on prend l'exemple du maine coon, la transmission se fait sur un mode autosomique dominant à pénétrance complète mais à expression variable. La maladie touche donc autant les mâles que les femelles et un seul des parents suffit à transmettre la maladie à sa descendance. Tous les chats porteurs de la mutation développeront la maladie mais d’un individu à l’autre, la maladie se déclarera plus ou moins tôt et avec une intensité différente.
Il en va de même chez l'american shorthair ou le ragdoll tandis que chez le persan par exemple, elle est beaucoup moins fréquente car il s'agit de gène récessif.
Il est alors préférable d’éliminer du circuit de la reproduction tout chat dépisté positif, même si la maladie ne s’est pas encore déclarée.

## Dépistage

### Du syndrome CMH
Dès lors que les commémoratifs et l'examen clinique orientent vers l'existence d'une insuffisance cardiaque, l'examen de choix pour identifier une hypertrophie du myocarde est actuellement l'échographie cardiaque. Si l'examen confirme la présence d'une CMH, il y a lieu alors de rechercher une cause éventuelle, notamment par le biais d'examens sanguins et d'une mesure de la pression artérielle.

### Des formes génétiques
Dans les faits, les races maine coon et ragdoll sont les races les plus suivies pour la maladie au niveau des élevages, et la recherche (poussée par les éleveurs de maine coons depuis le début des années 1990) a même permis d'identifier une mutation génétique propre au maine coon et au ragdoll, décelable par test ADN. 
Ce test ADN permet de détecter la mutation du gène MyBPC3 chez ces deux races. Comme on sait qu’il existe au moins une autre cause de HCM chez le chat, ce seul test ADN n’est pas suffisant pour dire si un chat est indemne ou non.
Il faut compléter avec des échocardiographies dès l’âge de 18 mois. Les échographie 2d et M-mode permettent de mesurer l’épaisseur des parois du cœur et la taille des cavités auxquelles ont ajoute une écho doppler couleur, plus précise que l’écho doppler pulsé ou l’écho doppler continu. Cette dernière échographie permet une vue des flux sanguins à l’intérieur du cœur.
Certaines cliniques vétérinaires possèdent également le matériel nécessaire pour réaliser des échos doppler tissulaire, ce qui permet de détecter les formes plus précoces de la maladie.

## Traitement

### Traitement de la cause inaugurale
Il n'y a pas de traitement spécifique de l'hypertrophie du myocarde.
Si une cause particulière est identifiée, un traitement approprié est institué : traitement de l'insuffisance rénale, de l'hyperthyroïdie, etc.

### Traitement de l'insuffisance cardiaque
Si une insuffisance cardiaque induite par la CMH est présente, un traitement visant à améliorer la qualité de vie de l'animal et à prévenir d'éventuelles complications est institué. Il n'y a pas à ce jour de consensus sur un protocole thérapeutique donné.

## Évolution
Elle est très dépendante de la cause responsable, des modifications du myocarde, etc.
Dans certains cas, lorsqu'un traitement spécifique et efficace permet de supprimer la cause (ou ses effets) une normalisation des modifications échographiques peut être observée, associée à une guérison.
En revanche, dans de nombreux cas, la maladie peut évoluer vers une insuffisance cardiaque de plus en plus sérieuse mais aussi des thromboembolies, voire une mort subite.

## Recherche
À l'heure actuelle, les éleveurs des principales races concernées travaillent avec les écoles vétérinaires (notamment le service Cardiologie de l'école nationale vétérinaire d'Alfort) pour améliorer les solutions de détection d'individus porteurs, afin de les éliminer du circuit de reproduction. 
De nombreux autres laboratoires partout dans le monde travaillent à la recherche sur cette maladie. Les docteurs Meurs et Kittleson d’UC Davis sont particulièrement impliqués dans cette recherche, tout comme le laboratoire Antagene, l’école vétérinaire danoise et la Winn Feline Health Foundation qui soulève des fonds pour la recherche sur le HCM pour le ragdoll, le norvégien et le sphynx ou.